# Olympische Sommerspiele 2020/Teilnehmer (Ungarn)
| Gelbes Symbol für Goldmedaillen mit stilisierten Olympischen Ringen | Graues Symbol für Silbermedaillen mit stilisierten Olympischen Ringen | Braundes Symbol für Bronzemedaillen mit stilisierten Olympischen Ringen |
| ------------------------------------------------------------------- | --------------------------------------------------------------------- | ----------------------------------------------------------------------- |
| 6                                                                   | 7                                                                     | 7                                                                       |

Ungarn nahm an den Olympischen Spielen 2020 in Tokio mit 173 Sportlern in 22 Sportarten teil. Es war die insgesamt 27. Teilnahme an Olympischen Sommerspielen.

## Teilnehmer nach Sportarten

### Badminton
| Athleten       | Wettbewerb | Gruppenphase | Gruppenphase       | Gruppenphase | Gruppenphase | Achtelfinale  | Achtelfinale  | Viertelfinale | Viertelfinale | Halbfinale    | Halbfinale    | Finale        | Finale        | Rang          |
| Athleten       | Wettbewerb | Gegner       | Ergebnis           | Punkte       | Rang         | Gegner        | Ergebnis      | Gegner        | Ergebnis      | Gegner        | Ergebnis      | Gegner        | Ergebnis      | Rang          |
| -------------- | ---------- | ------------ | ------------------ | ------------ | ------------ | ------------- | ------------- | ------------- | ------------- | ------------- | ------------- | ------------- | ------------- | ------------- |
| Frauen         |            |              |                    |              |              |               |               |               |               |               |               |               |               |               |
| Laura Sárosi   | Einzel     | R. Intanon   | 0:2 (5:21, 10:21)  | 15:42        | 3            | ausgeschieden | ausgeschieden | ausgeschieden | ausgeschieden | ausgeschieden | ausgeschieden | ausgeschieden | ausgeschieden | ausgeschieden |
| Laura Sárosi   | Einzel     | Cheah S. Y.  | DNS                | 15:42        | 3            | ausgeschieden | ausgeschieden | ausgeschieden | ausgeschieden | ausgeschieden | ausgeschieden | ausgeschieden | ausgeschieden | ausgeschieden |
| Männer         |            |              |                    |              |              |               |               |               |               |               |               |               |               |               |
| Gergely Krausz | Einzel     | A. Ginting   | 0:2 (13:21, 8:21)  | 57:84        | 3            | ausgeschieden | ausgeschieden | ausgeschieden | ausgeschieden | ausgeschieden | ausgeschieden | ausgeschieden | ausgeschieden | ausgeschieden |
| Gergely Krausz | Einzel     | S. Sirant    | 0:2 (18:21, 18:21) | 57:84        | 3            | ausgeschieden | ausgeschieden | ausgeschieden | ausgeschieden | ausgeschieden | ausgeschieden | ausgeschieden | ausgeschieden | ausgeschieden |

### Bogenschießen
| Athleten      | Wettbewerb | Qualifikation | Qualifikation | 1. Runde  | 1. Runde | 2. Runde      | 2. Runde      | Achtelfinale  | Achtelfinale  | Viertelfinale | Viertelfinale | Halbfinale    | Halbfinale    | Finale        | Finale        | Rang          |
| Athleten      | Wettbewerb | Ringe         | Rang          | Gegner    | Ergebnis | Gegner        | Ergebnis      | Gegner        | Ergebnis      | Gegner        | Ergebnis      | Gegner        | Ergebnis      | Gegner        | Ergebnis      | Rang          |
| ------------- | ---------- | ------------- | ------------- | --------- | -------- | ------------- | ------------- | ------------- | ------------- | ------------- | ------------- | ------------- | ------------- | ------------- | ------------- | ------------- |
| Männer        |            |               |               |           |          |               |               |               |               |               |               |               |               |               |               |               |
| Mátyás Balogh | Einzel     | 632           | 61            | W.-j. Kim | 0:6      | ausgeschieden | ausgeschieden | ausgeschieden | ausgeschieden | ausgeschieden | ausgeschieden | ausgeschieden | ausgeschieden | ausgeschieden | ausgeschieden | ausgeschieden |

### Boxen
| Männer       |                        |                 |     |               |               |               |               |               |               |    |
| Roland Gálos | Federgewicht bis 57 kg | S. Temirschanow | 0:5 | ausgeschieden | ausgeschieden | ausgeschieden | ausgeschieden | ausgeschieden | ausgeschieden | 17 |

### Fechten
| Athleten                                                | Wettbewerb         | 1. Runde    | 1. Runde | 2. Runde            | 2. Runde | Achtelfinale   | Achtelfinale  | Viertelfinale      | Viertelfinale | Halbfinale / Klassifikation | Halbfinale / Klassifikation | Finale / Platzierung | Finale / Platzierung | Rang          |
| Athleten                                                | Wettbewerb         | Gegner      | Ergebnis | Gegner              | Ergebnis | Gegner         | Ergebnis      | Gegner             | Ergebnis      | Gegner                      | Ergebnis                    | Gegner               | Ergebnis             | Rang          |
| ------------------------------------------------------- | ------------------ | ----------- | -------- | ------------------- | -------- | -------------- | ------------- | ------------------ | ------------- | --------------------------- | --------------------------- | -------------------- | -------------------- | ------------- |
| Frauen                                                  |                    |             |          |                     |          |                |               |                    |               |                             |                             |                      |                      |               |
| Kata Kondricz                                           | Florett Einzel     | —           | —        | A. Volpi            | 5:15     | ausgeschieden  | ausgeschieden | ausgeschieden      | ausgeschieden | ausgeschieden               | ausgeschieden               | ausgeschieden        | ausgeschieden        | ausgeschieden |
| Fanni Kreiss                                            | Florett Einzel     | —           | —        | M. Batini           | 15:10    | I. Deriglasowa | 10:15         | ausgeschieden      | ausgeschieden | ausgeschieden               | ausgeschieden               | ausgeschieden        | ausgeschieden        | ausgeschieden |
| Flóra Pásztor                                           | Florett Einzel     | M. Mebarki  | 15:8     | Y. Thibus           | 13:15    | ausgeschieden  | ausgeschieden | ausgeschieden      | ausgeschieden | ausgeschieden               | ausgeschieden               | ausgeschieden        | ausgeschieden        | ausgeschieden |
| Fanni Kreiss Kata Kondricz Flóra Pásztor Aida Mohamed   | Florett Mannschaft | —           | —        | —                   | —        | —              | —             | Italien            | 32:45         | Kanada                      | 33:45                       | Ägypten              | 45:28                | 7             |
| Renáta Katona                                           | Säbel Einzel       | Y. Daghfous | 15:6     | S. Welikaja         | 4:15     | ausgeschieden  | ausgeschieden | ausgeschieden      | ausgeschieden | ausgeschieden               | ausgeschieden               | ausgeschieden        | ausgeschieden        | ausgeschieden |
| Anna Márton                                             | Säbel Einzel       | —           | —        | M. B. Pérez Maurice | 15:12    | S.-y. Choi     | 15:12         | S. Dajibekowa      | 15:11         | S. Welikaja                 | 8:15                        | M. Brunet            | 6:15                 | 4             |
| Liza Pusztai                                            | Säbel Einzel       | —           | —        | A. Ben Chaabane     | 15:12    | J. Qian        | 10:15         | ausgeschieden      | ausgeschieden | ausgeschieden               | ausgeschieden               | ausgeschieden        | ausgeschieden        | ausgeschieden |
| Sugár Battai Renáta Katona Anna Márton Liza Pusztai     | Säbel Mannschaft   | —           | —        | —                   | —        | —              | —             | Südkorea           | 40:45         | Japan                       | 42:45                       | China                | 30:45                | 8             |
| Männer                                                  |                    |             |          |                     |          |                |               |                    |               |                             |                             |                      |                      |               |
| Gergely Siklósi                                         | Degen Einzel       | —           | —        | C. Dong             | 15:9     | H. El-Kord     | 15:13         | S.-y. Park         | 15:12         | A. Santarelli               | 15:10                       | R. Cannone           | 10:15                | Silber        |
| Tamás Decsi                                             | Säbel Einzel       | —           | —        | M. Hartung          | 8:15     | ausgeschieden  | ausgeschieden | ausgeschieden      | ausgeschieden | ausgeschieden               | ausgeschieden               | ausgeschieden        | ausgeschieden        | ausgeschieden |
| András Szatmári                                         | Säbel Einzel       | —           | —        | A. Pakdaman         | 12:15    | ausgeschieden  | ausgeschieden | ausgeschieden      | ausgeschieden | ausgeschieden               | ausgeschieden               | ausgeschieden        | ausgeschieden        | ausgeschieden |
| Áron Szilágyi                                           | Säbel Einzel       | —           | —        | J. Quintero         | 15:7     | M. Abedini     | 15:7          | A. Pakdaman        | 15:6          | S. Basadse                  | 15:13                       | L. Samele            | 15:7                 | Gold          |
| Áron Szilágyi András Szatmári Tamás Decsi Csanád Gémesi | Säbel Mannschaft   | —           | —        | —                   | —        | —              | —             | Vereinigte Staaten | 45:36         | Italien                     | 43:45                       | Deutschland          | 45:40                | Bronze        |

### Gewichtheben
| Athleten   | Wettbewerb                | Reißen  | Reißen | Stoßen  | Stoßen | Zweikampf | Zweikampf | Rang |
| Athleten   | Wettbewerb                | Gewicht | Rang   | Gewicht | Rang   | Gewicht   | Rang      | Rang |
| ---------- | ------------------------- | ------- | ------ | ------- | ------ | --------- | --------- | ---- |
| Männer     |                           |         |        |         |        |           |           |      |
| Péter Nagy | Schwergewicht über 109 kg | 178 kg  | 8      | 218 kg  | 7      | 396 kg    | 7         | 7    |

### Handball
Die ungarische Handballnationalmannschaft der Frauen erreichte im Olympiaqualifikationsturnier vom 19. bis 21. März 2021 in Győr die Teilnahme an Olympia.
| Wettbewerb    | Frauen (Spiele/Tore) |
| ------------- | --- |
| Athleten      | Szandra Szöllősi-Zácsik (6/23) Nadine Schatzl (6/13) Zita Szucsánszki (3/3) Anikó Kovacsics (1/0) Melinda Szikora (3/0) Anett Kisfaludy (6/7) Blanka Bíró (6/0) Gréta Márton (6/12) Petra Vámos (6/26) Katrin Klujber (6/23) Noémi Háfra (6/16) Réka Bordás (6/7) Kinga Janurik (3/0) Viktória Lukács (6/19) Fanny Helembai (3/1) Zsuzsanna Tomori (6/14) Nikoletta Kiss (5/0) |
| Trainer       | Gábor Elek |
| Gruppenphase  | Frankreich (29:30) Brasilien (27:33) ROC (31:38) Spanien (29:25) Schweden (26:23) |
| Viertelfinale | Norwegen (22:26) |
| Halbfinale    | ausgeschieden |
| Finale        | ausgeschieden |
| Platzierung   | 7. Platz |

### Judo
| Athleten         | Wettbewerb | 1. Runde     | 1. Runde | 2. Runde       | 2. Runde      | Viertelfinale | Viertelfinale | Halbfinale / Trostrunde | Halbfinale / Trostrunde | Finale / Platz 3 | Finale / Platz 3 | Rang   |
| Athleten         | Wettbewerb | Gegner       | Ergebnis | Gegner         | Ergebnis      | Gegner        | Ergebnis      | Gegner                  | Ergebnis                | Gegner           | Ergebnis         | Rang   |
| ---------------- | ---------- | ------------ | -------- | -------------- | ------------- | ------------- | ------------- | ----------------------- | ----------------------- | ---------------- | ---------------- | ------ |
| Frauen           |            |              |          |                |               |               |               |                         |                         |                  |                  |        |
| Éva Csernoviczki | bis 48 kg  | S. Likmabam  | 10s1:0s1 | F. Tonaki      | 0:10          | ausgeschieden | ausgeschieden | ausgeschieden           | ausgeschieden           | ausgeschieden    | ausgeschieden    | 9      |
| Réka Pupp        | bis 52 kg  | M. Kelmendi  | 1s1:0s2  | A. Delgado     | 10:0          | F. Kocher     | 0:10          | D.-s. Park              | 1:0                     | O. Giuffrida     | 10:0s1           | 5      |
| Hedvig Karakas   | bis 57 kg  | J. Kowalczyk | 0s1:1s1  | ausgeschieden  | ausgeschieden | ausgeschieden | ausgeschieden | ausgeschieden           | ausgeschieden           | ausgeschieden    | ausgeschieden    | 17     |
| Szofi Özbas      | bis 63 kg  | M. Trajdos   | 1s2:0s1  | M. Centracchio | 0s2:11        | ausgeschieden | ausgeschieden | ausgeschieden           | ausgeschieden           | ausgeschieden    | ausgeschieden    | 9      |
| Männer           |            |              |          |                |               |               |               |                         |                         |                  |                  |        |
| Attila Ungvári   | bis 81 kg  | M. Abdelaal  | 0s3:10s2 | ausgeschieden  | ausgeschieden | ausgeschieden | ausgeschieden | ausgeschieden           | ausgeschieden           | ausgeschieden    | ausgeschieden    | 33     |
| Krisztián Tóth   | bis 90 kg  | P. Misenga   | 10:0s2   | S. Mukai       | 10s1:0s1      | E. Trippel    | 0:1s1         | N. van ’t End           | 1s2:0s1                 | M. Igolnikow     | 1s2:0s1          | Bronze |
| Miklós Cirjenics | bis 100 kg | J. Borodavko | 10:0     | N. Iljassow    | 0s2:10s1      | ausgeschieden | ausgeschieden | ausgeschieden           | ausgeschieden           | ausgeschieden    | ausgeschieden    | 9      |

### Kanu

#### Kanurennsport
| Athleten                                            | Wettbewerb | Vorlauf      | Vorlauf | Halbfinale   | Halbfinale | Finale A/B    | Finale A/B    | Rang          |
| Athleten                                            | Wettbewerb | Zeit         | Rang    | Zeit         | Rang       | Zeit          | Rang          | Rang          |
| --------------------------------------------------- | ---------- | ------------ | ------- | ------------ | ---------- | ------------- | ------------- | ------------- |
| Frauen                                              |            |              |         |              |            |               |               |               |
| Anna Kárász                                         | K-1 200 m  | 41,127 s     | 2       | 40,724 s     | 8          | ausgeschieden | ausgeschieden | ausgeschieden |
| Dóra Lucz                                           | K-1 200 m  | 41,098 s     | 1       | 39,713 s     | 1          | 39,442 s      | 6             | 6             |
| Tamara Csipes                                       | K-1 500 m  | 1:48,790 min | 1       | 1:51,698 min | 1          | 1:51,855 min  | 2             | Silber        |
| Danuta Kozák                                        | K-1 500 m  | 1:48,730 min | 1       | 1:52,016 min | 1          | 1:53,414 min  | 4             | 4             |
| Tamara Csipes Erika Medveczky                       | K-2 500 m  | 1:42,776 min | 1       | 1:38,446 min | 2          | 1:37,114 min  | 4             | 4             |
| Dóra Bodonyi Danuta Kozák                           | K-2 500 m  | 1:45,735 min | 1       | 1:37,912 min | 1          | 1:36,867 min  | 3             | Bronze        |
| Dóra Bodonyi Tamara Csipes Danuta Kozák Anna Kárász | K-4 500 m  | 1:33,335 min | 1       | 1:36,529 min | 1          | 1:35,463 min  | 1             | Gold          |
| Virág Balla                                         | C-1 200 m  | 46,852 s     | 3       | 48,257 s     | 6          | ausgeschieden | ausgeschieden | ausgeschieden |
| Kincső Takács                                       | C-1 200 m  | 47,977 s     | 2       | 49,178 s     | 8          | ausgeschieden | ausgeschieden | ausgeschieden |
| Virág Balla Kincső Takács                           | C-2 500 m  | 2:02,344 min | 2       | 2:04,545 min | 3          | 2:00,289 min  | 5             | 5             |
| Männer                                              |            |              |         |              |            |               |               |               |
| Kolos Csizmadia                                     | K-1 200 m  | 34,442 s     | 1       | 35,099 s     | 1          | 35,317 s      | 4             | 4             |
| Sándor Tótka                                        | K-1 200 m  | 35,070 s     | 1       | 35,114 s     | 1          | 35,035 s      | 1             | Gold          |
| Bálint Kopasz                                       | K-1 1000 m | 3:39,084 min | 1       | 3:24,558 min | 1          | 3:20,643 min  | 1             | Gold          |
| Ádám Varga                                          | K-1 1000 m | 3:39,650 min | 2       | 3:23,634 min | 2          | 3:22,431 min  | 2             | Silber        |
| Kornél Béke Ádám Varga                              | K-2 1000 m | 3:26,732 min | 4       | 3:15,225 min | 3          | 3:24,223 min  | 4             | 12            |
| Bálint Kopasz Bence Nádas                           | K-2 1000 m | 3:11,877 min | 1       | 3:18,316 min | 2          | 3:16,535 min  | 4             | 4             |
| Balázs Birkás Bence Nádas Sándor Tótka István Kuli  | K-4 500 m  | 1:23,727 min | 1       | 1:24,918 min | 3          | 1:25,068 min  | 7             | 7             |
| Balázs Adolf                                        | C-1 1000 m | 4:01,665 min | 2       | 4:09,177 min | 5          | 4:07,613 min  | 7             | 15            |
| Dániel Fejes                                        | C-1 1000 m | 4:34,000 min | 6       | 4:21,847 min | 5          | ausgeschieden | ausgeschieden | ausgeschieden |
| Balázs Adolf Dániel Fejes                           | C-2 1000 m | 3:53,964 min | 7       | 3:53,559 min | 4          | 3:32,076 min  | 3             | 11            |

### Karate

#### Kumite
| Athleten         | Wettbewerb       | Gruppenphase | Gruppenphase | Halbfinale | Halbfinale | Finale        | Finale        | Rang   |
| Athleten         | Wettbewerb       | Punkte       | Rang         | Gegner     | Ergebnis   | Gegner        | Ergebnis      | Rang   |
| ---------------- | ---------------- | ------------ | ------------ | ---------- | ---------- | ------------- | ------------- | ------ |
| Männer           |                  |              |              |            |            |               |               |        |
| Gábor Hárspataki | Kumite bis 75 kg | 5            | 1            | R. Ağayev  | 0:7        | ausgeschieden | ausgeschieden | Bronze |

### Leichtathletik
Laufen und Gehen 
| Athleten           | Wettbewerb       | Runde 1      | Runde 1 | Halbfinale    | Halbfinale    | Finale        | Finale        | Rang          |
| Athleten           | Wettbewerb       | Zeit         | Rang    | Zeit          | Rang          | Zeit          | Rang          | Rang          |
| ------------------ | ---------------- | ------------ | ------- | ------------- | ------------- | ------------- | ------------- | ------------- |
| Frauen             |                  |              |         |               |               |               |               |               |
| Bianka Bartha-Kéri | 800 m            | 2:02,82 min  | 6       | ausgeschieden | ausgeschieden | ausgeschieden | ausgeschieden | ausgeschieden |
| Luca Kozák         | 100 m Hürden     | 12,97 s      | 3       | DNF           | DNF           | ausgeschieden | ausgeschieden | ausgeschieden |
| Zita Kácser        | 3000 m Hindernis | 10:43,99 min | 13      | —             | —             | ausgeschieden | ausgeschieden | ausgeschieden |
| Lili Anna Tóth     | 3000 m Hindernis | 9:30,96 min  | 7       | —             | —             | ausgeschieden | ausgeschieden | ausgeschieden |
| Barbara Kovács     | 20 km Gehen      | —            | —       | —             | —             | 1:41:49 h     | 45            | 45            |
| Viktória Madarász  | 20 km Gehen      | —            | —       | —             | —             | DNF           | DNF           | DNF           |
| Männer             |                  |              |         |               |               |               |               |               |
| István Szögi       | 1500 m           | 3:38,79 min  | 12      | ausgeschieden | ausgeschieden | ausgeschieden | ausgeschieden | ausgeschieden |
| Valdó Szücs        | 110 m Hürden     | 13,50 s      | 3       | 13,40 s       | 4             | ausgeschieden | ausgeschieden | ausgeschieden |
| Máté Koroknai      | 400 m Hürden     | 49,80 s      | 6       | ausgeschieden | ausgeschieden | ausgeschieden | ausgeschieden | ausgeschieden |
| Máté Helebrandt    | 50 km Gehen      | —            | —       | —             | —             | 3:57:53 h     | 17            | 17            |
| Bence Venyercsán   | 50 km Gehen      | —            | —       | —             | —             | 3:59:05 h     | 20            | 20            |

 Springen und Werfen 
| Athleten            | Wettbewerb  | Qualifikation | Qualifikation | Finale        | Finale        | Rang |
| Athleten            | Wettbewerb  | Weite/Höhe    | Rang          | Weite/Höhe    | Rang          | Rang |
| ------------------- | ----------- | ------------- | ------------- | ------------- | ------------- | ---- |
| Frauen              |             |               |               |               |               |      |
| Anasztázia Nguyen   | Weitsprung  | 6,52 m        | 16            | ausgeschieden | ausgeschieden | 16   |
| Anita Márton        | Kugelstoßen | 17,59 m       | 21            | ausgeschieden | ausgeschieden | 21   |
| Réka Gyurátz        | Hammerwurf  | 66,48 m       | 26            | ausgeschieden | ausgeschieden | 26   |
| Réka Szilágyi       | Speerwurf   | 57,39 m       | 25            | ausgeschieden | ausgeschieden | 25   |
| Männer              |             |               |               |               |               |      |
| Bence Halász        | Hammerwurf  | 75,39 m       | 14            | ausgeschieden | ausgeschieden | 14   |
| Norbert Rivasz-Tóth | Speerwurf   | 77,76 m       | 22            | ausgeschieden | ausgeschieden | 22   |

 Mehrkampf 
| Athletinnen        | 100 m Hürden | 100 m Hürden | Hochsprung | Hochsprung | Kugelstoßen | Kugelstoßen | 200 m   | 200 m  | Weitsprung | Weitsprung | Speerwurf | Speerwurf | 800 m       | 800 m  | Punkte | Rang |
| Athletinnen        | Zeit         | Punkte       | Höhe       | Punkte     | Weite       | Punkte      | Zeit    | Punkte | Weite      | Punkte     | Weite     | Punkte    | Zeit        | Punkte | Punkte | Rang |
| ------------------ | ------------ | ------------ | ---------- | ---------- | ----------- | ----------- | ------- | ------ | ---------- | ---------- | --------- | --------- | ----------- | ------ | ------ | ---- |
| Siebenkampf Frauen |              |              |            |            |             |             |         |        |            |            |           |           |             |        |        |      |
| Xénia Krizsán      | 13,58 s      | 1039         | 1,74 m     | 903        | 13,78 m     | 779         | 24,96 s | 890    | 5,88 m     | 813        | 50,59 m   | 872       | 2:07,65 min | 999    | 6295   | 13   |

### Moderner Fünfkampf
| Athleten        | Fechten | Fechten | Schwimmen   | Schwimmen | Reiten   | Reiten | Combined     | Combined | Punkte | Rang   |
| Athleten        | Bilanz  | Punkte  | Zeit        | Punkte    | Zeit     | Punkte | Zeit         | Punkte   | Punkte | Rang   |
| --------------- | ------- | ------- | ----------- | --------- | -------- | ------ | ------------ | -------- | ------ | ------ |
| Frauen          |         |         |             |           |          |        |              |          |        |        |
| Sarolta Kovács  | 20+1    | 221     | 2:07,71 min | 295       | 77,19 s  | 293    | 12:21,42 min | 559      | 1368   | Bronze |
| Michelle Gulyás | 20+0    | 220     | 2:07,48 min | 296       | 103,90 s | 243    | 12:14,76 min | 566      | 1325   | 12     |
| Männer          |         |         |             |           |          |        |              |          |        |        |
| Róbert Kasza    | 15+2    | 192     | 2:00,61 min | 309       | 92,49 s  | 271    | 11:58,88 min | 582      | 1354   | 26     |
| Ádám Marosi     | 20+0    | 220     | 1:59,50 min | 311       | 83,06 s  | 297    | 11:07,43 min | 633      | 1461   | 6      |

### Radsport

#### Straße
| Athleten      | Wettbewerb    | Zeit | Rang |
| ------------- | ------------- | ---- | ---- |
| Männer        |               |      |      |
| Attila Valter | Straßenrennen | DNF  | –    |

#### Mountainbike
| Athleten        | Wettbewerb    | Zeit      | Rang |
| --------------- | ------------- | --------- | ---- |
| Frauen          |               |           |      |
| Kata Blanka Vas | Cross-Country | 1:17:55 h | 4    |
| Männer          |               |           |      |
| András Parti    | Cross-Country | 1:35:33 h | 32   |

### Ringen

#### Freier Stil
Legende: G = Gewonnen, V = Verloren, S = Schultersieg
| Athleten           | Wettbewerb       | Achtelfinale  | Achtelfinale | Viertelfinale | Viertelfinale | Halbfinale    | Halbfinale    | Hoffnungsrunde Halbfinale | Hoffnungsrunde Halbfinale | Hoffnungsrunde Finale | Hoffnungsrunde Finale | Finale        | Finale        | Rang |
| Athleten           | Wettbewerb       | Gegner        | Ergebnis     | Gegner        | Ergebnis      | Gegner        | Ergebnis      | Gegner                    | Ergebnis                  | Gegner                | Ergebnis              | Gegner        | Ergebnis      | Rang |
| ------------------ | ---------------- | ------------- | ------------ | ------------- | ------------- | ------------- | ------------- | ------------------------- | ------------------------- | --------------------- | --------------------- | ------------- | ------------- | ---- |
| Frauen             |                  |               |              |               |               |               |               |                           |                           |                       |                       |               |               |      |
| Marianna Sastin    | Klasse bis 62 kg | K. Incze      | V 1:3        | ausgeschieden | ausgeschieden | ausgeschieden | ausgeschieden | ausgeschieden             | ausgeschieden             | ausgeschieden         | ausgeschieden         | ausgeschieden | ausgeschieden | 13   |
| Männer             |                  |               |              |               |               |               |               |                           |                           |                       |                       |               |               |      |
| Iszmail Muszukajev | Klasse bis 65 kg | A. Destribats | G 9:6        | T. Otoguro    | V 1:4         | ausgeschieden | ausgeschieden | T.-O. Tulga               | G 4:2                     | G. Raschidow          | V 0:5                 | ausgeschieden | ausgeschieden | 5    |

#### Griechisch-römischer Stil
Legende: G = Gewonnen, V = Verloren, S = Schultersieg
| Athleten       | Wettbewerb       | Achtelfinale  | Achtelfinale | Viertelfinale | Viertelfinale | Halbfinale    | Halbfinale    | Hoffnungsrunde Halbfinale | Hoffnungsrunde Halbfinale | Hoffnungsrunde Finale | Hoffnungsrunde Finale | Finale        | Finale        | Rang   |
| Athleten       | Wettbewerb       | Gegner        | Ergebnis     | Gegner        | Ergebnis      | Gegner        | Ergebnis      | Gegner                    | Ergebnis                  | Gegner                | Ergebnis              | Gegner        | Ergebnis      | Rang   |
| -------------- | ---------------- | ------------- | ------------ | ------------- | ------------- | ------------- | ------------- | ------------------------- | ------------------------- | --------------------- | --------------------- | ------------- | ------------- | ------ |
| Männer         |                  |               |              |               |               |               |               |                           |                           |                       |                       |               |               |        |
| Bálint Korpási | Klasse bis 67 kg | K. Aslanjan   | V 1:1        | ausgeschieden | ausgeschieden | ausgeschieden | ausgeschieden | ausgeschieden             | ausgeschieden             | ausgeschieden         | ausgeschieden         | ausgeschieden | ausgeschieden | 12     |
| Tamás Lőrincz  | Klasse bis 77 kg | Z. Ayet Ikram | G w.o.       | S. Yabiku     | G 3:1         | M. Geraei     | G 6:5         | —                         | —                         | —                     | —                     | A. Machmudow  | G 2:1         | Gold   |
| Viktor Lőrincz | Klasse bis 87 kg | A. Azisbekov  | G 6:1        | D. Kudla      | G 1:1         | M. Metwally   | G 9:2         | —                         | —                         | —                     | —                     | S. Belenjuk   | V 1:5         | Silber |
| Alex Szőke     | Klasse bis 97 kg | A. Omarov     | G 3:1        | M. Jewlojew   | V 2:6         | ausgeschieden | ausgeschieden | G. Melia                  | G 5:1                     | T. Michalik           | V 0:10                | ausgeschieden | ausgeschieden | 5      |

### Rudern
| Athleten                  | Wettbewerb | Vorlauf     | Vorlauf | Vorlauf       | Hoffnungslauf | Hoffnungslauf | Hoffnungslauf | Viertelfinale | Viertelfinale | Viertelfinale  | Halbfinale  | Halbfinale | Halbfinale    | Finale      | Finale | Rang |
| Athleten                  | Wettbewerb | Zeit        | Platz   | Qualifikation | Zeit          | Platz         | Qualifikation | Zeit          | Platz         | Qualifikation  | Zeit        | Platz      | Qualifikation | Zeit        | Platz  | Rang |
| ------------------------- | ---------- | ----------- | ------- | ------------- | ------------- | ------------- | ------------- | ------------- | ------------- | -------------- | ----------- | ---------- | ------------- | ----------- | ------ | ---- |
| Männer                    |            |             |         |               |               |               |               |               |               |                |             |            |               |             |        |      |
| Bendegúz Pétervári-Molnár | Einer      | 7:04,42 min | 2       | Viertelfinale | –             | –             | –             | 7:24,63 min   | 2             | Halbfinale A/B | 6:59,08 min | 5          | Finale B      | 6:50,45 min | 4      | 10   |

### Schießen
| Athleten                    | Wettbewerb                           | Qualifikation   | Qualifikation | Finale          | Finale        | Rang          |
| Athleten                    | Wettbewerb                           | Ringe/ Scheiben | Rang          | Ringe/ Scheiben | Rang          | Rang          |
| --------------------------- | ------------------------------------ | --------------- | ------------- | --------------- | ------------- | ------------- |
| Frauen                      |                                      |                 |               |                 |               |               |
| Veronika Major              | 25 m Sportpistole                    | 572             | 35            | ausgeschieden   | ausgeschieden | ausgeschieden |
| Veronika Major              | 10 m Luftpistole                     | 566             | 34            | ausgeschieden   | ausgeschieden | ausgeschieden |
| Eszter Mészáros             | 10 m Luftgewehr                      | 625,3           | 20            | ausgeschieden   | ausgeschieden | ausgeschieden |
| Eszter Mészáros             | 50 m Kleinkaliber Dreistellungskampf | 1161–48×        | 26            | ausgeschieden   | ausgeschieden | ausgeschieden |
| Männer                      |                                      |                 |               |                 |               |               |
| Zalán Pekler                | 50 m Kleinkaliber Dreistellungskampf | 1169–56×        | 18            | ausgeschieden   | ausgeschieden | ausgeschieden |
| Zalán Pekler                | 10 m Luftgewehr                      | 621,1           | 39            | ausgeschieden   | ausgeschieden | ausgeschieden |
| István Péni                 | 50 m Kleinkaliber Dreistellungskampf | 1173–64×        | 10            | ausgeschieden   | ausgeschieden | ausgeschieden |
| István Péni                 | 10 m Luftgewehr                      | 629,4           | 7             | 186,5           | 5             | 5             |
| Mixed                       |                                      |                 |               |                 |               |               |
| István Péni Eszter Mészáros | 10 m Luftgewehr                      | 627,9 414,6     | 08 07         | ausgeschieden   | ausgeschieden | ausgeschieden |

### Schwimmen
| Athleten                                                                  | Wettbewerb          | Vorlauf      | Vorlauf | Halbfinale    | Halbfinale    | Finale        | Finale        | Rang          |
| Athleten                                                                  | Wettbewerb          | Zeit         | Rang    | Zeit          | Rang          | Zeit          | Rang          | Rang          |
| ------------------------------------------------------------------------- | ------------------- | ------------ | ------- | ------------- | ------------- | ------------- | ------------- | ------------- |
| Frauen                                                                    |                     |              |         |               |               |               |               |               |
| Ajna Késely                                                               | 400 m Freistil      | 4:05,34 min  | 10      | —             | —             | ausgeschieden | ausgeschieden | 10            |
| Ajna Késely                                                               | 800 m Freistil      | 8:26,20 min  | 13      | —             | —             | ausgeschieden | ausgeschieden | 13            |
| Ajna Késely                                                               | 1500 m Freistil     | 15:59,80 min | 9       | —             | —             | ausgeschieden | ausgeschieden | 9             |
| Viktória Mihályvári-Farkas                                                | 1500 m Freistil     | 16:02,26 min | 12      | —             | —             | ausgeschieden | ausgeschieden | 12            |
| Eszter Békési                                                             | 200 m Brust         | 2:26,89 min  | 25      | ausgeschieden | ausgeschieden | ausgeschieden | ausgeschieden | 25            |
| Katalin Burián                                                            | 100 m Rücken        | 1:00,07 min  | 18      | ausgeschieden | ausgeschieden | ausgeschieden | ausgeschieden | 18            |
| Katalin Burián                                                            | 200 m Rücken        | 2:09,10 min  | 8       | 2:09,65 min   | 10            | ausgeschieden | ausgeschieden | 10            |
| Katinka Hosszú                                                            | 200 m Rücken        | 2:12,84 min  | 20      | ausgeschieden | ausgeschieden | ausgeschieden | ausgeschieden | 20            |
| Dalma Sebestyén                                                           | 100 m Schmetterling | 59,79 s      | 27      | ausgeschieden | ausgeschieden | ausgeschieden | ausgeschieden | 27            |
| Katinka Hosszú                                                            | 200 m Schmetterling | DNS          | –       | ausgeschieden | ausgeschieden | ausgeschieden | ausgeschieden | –             |
| Boglárka Kapás                                                            | 200 m Schmetterling | 2:08,58 min  | 5       | 2:06,59 min   | 3             | 2:06,53 min   | 4             | 4             |
| Katinka Hosszú                                                            | 200 m Lagen         | 2:09,70 min  | 2       | 2:10,22 min   | 7             | 2:12,38 min   | 7             | 7             |
| Dalma Sebestyén                                                           | 200 m Lagen         | 2:12,42 min  | 17      | ausgeschieden | ausgeschieden | ausgeschieden | ausgeschieden | 17            |
| Katinka Hosszú                                                            | 400 m Lagen         | 4:36,01 min  | 7       | —             | —             | 4:35,98 min   | 5             | 5             |
| Viktória Mihályvári-Farka                                                 | 400 m Lagen         | 4:35,99 min  | 6       | —             | —             | 4:37,75 min   | 6             | 6             |
| Zsuzsanna Jakabos Laura Veres Ajna Késely Boglárka Kapás Evelyn Verrasztó | 4 × 200 m Freistil  | 7:56,16 min  | 8       | —             | —             | 7:56,62 min   | 7             | 7             |
| Anna Olasz                                                                | 10 km Freiwasser    | —            | —       | —             | —             | 1:59:34,8 h   | 4             | 4             |
| Männer                                                                    |                     |              |         |               |               |               |               |               |
| Maxim Lobanovskij                                                         | 50 m Freistil       | 22,25 s      | 26      | ausgeschieden | ausgeschieden | ausgeschieden | ausgeschieden | 26            |
| Nándor Németh                                                             | 100 m Freistil      | 48,11 s      | 9       | 47,81 s       | 7             | 48,10 s       | 8             | 8             |
| Szebasztián Szabó                                                         | 100 m Freistil      | 48,51 s      | 20      | ausgeschieden | ausgeschieden | ausgeschieden | ausgeschieden | 20            |
| Dominik Kozma                                                             | 200 m Freistil      | 1:48,87 min  | 30      | ausgeschieden | ausgeschieden | ausgeschieden | ausgeschieden | 30            |
| Nándor Németh                                                             | 200 m Freistil      | 1:46,19 min  | 12      | 1:47,20 min   | 15            | ausgeschieden | ausgeschieden | 15            |
| Gábor Zombori                                                             | 400 m Freistil      | 3:47,99 min  | 19      | —             | —             | ausgeschieden | ausgeschieden | 19            |
| Ákos Kalmár                                                               | 800 m Freistil      | 7:55,85 min  | 22      | —             | —             | ausgeschieden | ausgeschieden | 22            |
| Gergely Gyurta                                                            | 1500 m Freistil     | 15:01,85 min | 15      | —             | —             | ausgeschieden | ausgeschieden | 15            |
| Ákos Kalmár                                                               | 1500 m Freistil     | 15:17,02 min | 22      | —             | —             | ausgeschieden | ausgeschieden | 22            |
| Richárd Bohus                                                             | 100 m Rücken        | DSQ          | DSQ     | ausgeschieden | ausgeschieden | ausgeschieden | ausgeschieden | ausgeschieden |
| Ádám Telegdy                                                              | 100 m Rücken        | 54,42 s      | 29      | ausgeschieden | ausgeschieden | ausgeschieden | ausgeschieden | 29            |
| Ádám Telegdy                                                              | 200 m Rücken        | 1:57,70 min  | 14      | 1:56,19 min   | 4             | 1:56,15 min   | 5             | 5             |
| Kristóf Milák                                                             | 100 m Schmetterling | 50,62 s      | 2       | 50,31 s       | 1             | 49,68 s       | 2             | Silber        |
| Szebasztián Szabó                                                         | 100 m Schmetterling | 51,67 s      | 14      | 51,89 s       | 14            | ausgeschieden | ausgeschieden | 14            |
| Tamás Kenderesi                                                           | 200 m Schmetterling | 1:55,18 min  | 8       | 1:55,17 min   | 5             | 1:54,52 min   | 4             | 4             |
| Kristóf Milák                                                             | 200 m Schmetterling | 1:53,58 min  | 1       | 1:52,22 min   | 1             | 1:51,25 min   | 1             | Gold          |
| László Cseh                                                               | 200 m Lagen         | 1:57,51 min  | 10      | 1:57,64 min   | 8             | 1:57,68 min   | 7             | 7             |
| Hubert Kós                                                                | 200 m Lagen         | 1:58,47 min  | 20      | ausgeschieden | ausgeschieden | ausgeschieden | ausgeschieden | 20            |
| Péter Bernek                                                              | 400 m Lagen         | 4:12,38 min  | 13      | —             | —             | ausgeschieden | ausgeschieden | 13            |
| Dávid Verrasztó                                                           | 400 m Lagen         | 4:09,80 min  | 4       | —             | —             | 4:10,59 min   | 4             | 4             |
| Kristóf Rasovszky                                                         | 10 km Freiwasser    | —            | —       | —             | —             | 1:48:59,0 h   | 2             | Silber        |
| Kristóf Milák Szebasztián Szabó Richárd Bohus Nándor Németh               | 4 × 100 m Freistil  | 3:12,73 min  | 6       | —             | —             | 3:11,06 min   | 5             | 5             |
| Balázs Holló Dominik Kozma Richárd Márton Gábor Zombori                   | 4 × 200 m Freistil  | DSQ          | DSQ     | —             | —             | ausgeschieden | ausgeschieden | ausgeschieden |
| Richárd Bohus Péter Holoda Hubert Kós Tamás Takács                        | 4 × 100 m Lagen     | 3:34,91 min  | 13      | —             | —             | ausgeschieden | ausgeschieden | 13            |
| Mixed                                                                     |                     |              |         |               |               |               |               |               |
| Fanni Gyurinovics Petra Halmai Benedek Kovács Richárd Márton              | 4 × 100 m Lagen     | 3:47,15 min  | 15      | —             | —             | ausgeschieden | ausgeschieden | 15            |

### Segeln
| Athleten        | Wettbewerb      | Qualifikation | Qualifikation | Medal Race    | Medal Race    | Punkte | Rang   |
| Athleten        | Wettbewerb      | Punkte        | Rang          | Punkte        | Rang          | Punkte | Rang   |
| --------------- | --------------- | ------------- | ------------- | ------------- | ------------- | ------ | ------ |
| Frauen          |                 |               |               |               |               |        |        |
| Sára Cholnoky   | Windsurfen RS:X | 246           | 25            | ausgeschieden | ausgeschieden | 246    | 25     |
| Mária Érdi      | Laser Radial    | 128           | 13            | ausgeschieden | ausgeschieden | 128    | 13     |
| Männer          |                 |               |               |               |               |        |        |
| Benjámin Vadnai | Laser           | 145           | 18            | ausgeschieden | ausgeschieden | 145    | 18     |
| Zsombor Berecz  | Finn Dinghy     | 37            | 2             | 2             | 1             | 39     | Silber |

### Taekwondo
| Athleten   | Wettbewerb       | Achtelfinale   | Achtelfinale | Viertelfinale | Viertelfinale | Hoffnungsrunde Halbfinale | Hoffnungsrunde Halbfinale | Halbfinale    | Halbfinale    | Hoffnungsrunde Finale | Hoffnungsrunde Finale | Finale        | Finale        | Rang |
| Athleten   | Wettbewerb       | Gegner         | Ergebnis     | Gegner        | Ergebnis      | Gegner                    | Ergebnis                  | Gegner        | Ergebnis      | Gegner                | Ergebnis              | Gegner        | Ergebnis      | Rang |
| ---------- | ---------------- | -------------- | ------------ | ------------- | ------------- | ------------------------- | ------------------------- | ------------- | ------------- | --------------------- | --------------------- | ------------- | ------------- | ---- |
| Männer     |                  |                |              |               |               |                           |                           |               |               |                       |                       |               |               |      |
| Omar Salim | Klasse bis 58 kg | V. Dell’Aquila | 13:26        | ausgeschieden | ausgeschieden | R. Sawekwiharee           | 22:43                     | ausgeschieden | ausgeschieden | J. Jang               | 16:46                 | ausgeschieden | ausgeschieden | 5    |

### Tischtennis
| Athleten                                                 | Wettbewerb | 1. Runde      | 1. Runde | 2. Runde       | 2. Runde      | 3. Runde      | 3. Runde      | Achtelfinale               | Achtelfinale  | Viertelfinale | Viertelfinale | Halbfinale    | Halbfinale    | Finale/Platz 3 | Finale/Platz 3 | Rang  |
| Athleten                                                 | Wettbewerb | Gegner        | Erg.     | Gegner         | Erg.          | Gegner        | Erg.          | Gegner                     | Erg.          | Gegner        | Erg.          | Gegner        | Erg.          | Gegner         | Erg.           | Rang  |
| -------------------------------------------------------- | ---------- | ------------- | -------- | -------------- | ------------- | ------------- | ------------- | -------------------------- | ------------- | ------------- | ------------- | ------------- | ------------- | -------------- | -------------- | ----- |
| Frauen                                                   |            |               |          |                |               |               |               |                            |               |               |               |               |               |                |                |       |
| Dóra Madarász                                            | Einzel     | Offiong Edem  | 1:4      | ausgeschieden  | ausgeschieden | ausgeschieden | ausgeschieden | ausgeschieden              | ausgeschieden | ausgeschieden | ausgeschieden | ausgeschieden | ausgeschieden | ausgeschieden  | ausgeschieden  | 49–64 |
| Georgina Póta                                            | Einzel     | —             | —        | Rachel Moret   | 1:4           | ausgeschieden | ausgeschieden | ausgeschieden              | ausgeschieden | ausgeschieden | ausgeschieden | ausgeschieden | ausgeschieden | ausgeschieden  | ausgeschieden  | 33–48 |
| Dóra Madarász Georgina Póta Szandra Pergel Mária Fazekas | Mannschaft | —             | —        | —              | —             | —             | —             | Japan                      | 0:3           | ausgeschieden | ausgeschieden | ausgeschieden | ausgeschieden | ausgeschieden  | ausgeschieden  | 9–16  |
| Männer                                                   |            |               |          |                |               |               |               |                            |               |               |               |               |               |                |                |       |
| Bence Majoros                                            | Einzel     | Larbi Bouriah | 4:0      | Jonathan Groth | 1:4           | ausgeschieden | ausgeschieden | ausgeschieden              | ausgeschieden | ausgeschieden | ausgeschieden | ausgeschieden | ausgeschieden | ausgeschieden  | ausgeschieden  | 33–48 |
| Mixed                                                    |            |               |          |                |               |               |               |                            |               |               |               |               |               |                |                |       |
| Ádám Szudi Szandra Pergel                                | Doppel     | —             | —        | —              | —             | —             | —             | Wong Chun Ting Doo Hoi Kem | 0:4           | ausgeschieden | ausgeschieden | ausgeschieden | ausgeschieden | ausgeschieden  | ausgeschieden  | 9–16  |

### Triathlon
| Athleten                                                | Wettbewerb | Zeit      | Rang |
| ------------------------------------------------------- | ---------- | --------- | ---- |
| Frauen                                                  |            |           |      |
| Zsanett Bragmayer                                       | Einzel     | 2:00:00 h | 12   |
| Zsófia Kovács                                           | Einzel     | LAP       | LAP  |
| Männer                                                  |            |           |      |
| Bence Bicsák                                            | Einzel     | 1:45:56 h | 7    |
| Tamás Tóth                                              | Einzel     | 1:48:19 h | 29   |
| Mixed                                                   |            |           |      |
| Zsanett Bragmayer Zsófia Kovács Bence Bicsák Tamás Tóth | Staffel    | 1:26:43 h | 11   |

### Turnen

#### Gerätturnen
| Athleten      | Wettbewerb       | Qualifikation | Qualifikation | Finale        | Finale        | Rang |
| Athleten      | Wettbewerb       | Punkte        | Rang          | Punkte        | Rang          | Rang |
| ------------- | ---------------- | ------------- | ------------- | ------------- | ------------- | ---- |
| Frauen        |                  |               |               |               |               |      |
| Zsófia Kovács | Boden            | 12,666        | 48            | ausgeschieden | ausgeschieden | 48   |
| Zsófia Kovács | Schwebebalken    | 13,133        | 29            | ausgeschieden | ausgeschieden | 29   |
| Zsófia Kovács | Sprung           | 14,500        | 16            | ausgeschieden | ausgeschieden | 16   |
| Zsófia Kovács | Stufenbarren     | 14,433        | 14            | ausgeschieden | ausgeschieden | 14   |
| Zsófia Kovács | Mehrkampf Einzel | 54,732        | 16            | 53,433        | 14            | 14   |

#### Rhythmische Sportgymnastik
| Athletinnen     | Wettbewerb | Qualifikation | Qualifikation | Finale        | Finale        | Rang |
| Athletinnen     | Wettbewerb | Punkte        | Rang          | Punkte        | Rang          | Rang |
| --------------- | ---------- | ------------- | ------------- | ------------- | ------------- | ---- |
| Frauen          |            |               |               |               |               |      |
| Fanni Pigniczki | Einzel     | 84,400        | 20            | ausgeschieden | ausgeschieden | 20   |

### Wasserball
Die ungarischen Wasserballer konnten sich als Sieger der Europameisterschaften für die Spiele qualifizieren. Die ungarischen Wasserballerinnen konnten sich beim Olympia-Qualifikationsturnier vom 17.–24. Januar 2021 in Triest für die Spiele qualifizieren.
| Wettbewerb    | Frauen | Männer |
| ------------- | --- | --- |
| Athleten      | Edina Gangl Krisztina Garda Gréta Gurisatti Anikó Gyöngyössy Anna Illés Rita Keszthelyi Dóra Leimeter Alda Magyari Rebecca Parkes Nataša Rybanská Dorottya Szilágyi Gabriella Szűcs Vanda Vályi | Dániel Angyal Balázs Erdélyi Balázs Hárai Norbert Hosnyánszky Szilárd Jansik Krisztián Manhercz Tamás Mezei Viktor Nagy Mátyás Pásztor Márton Vámos Dénes Varga Soma Vogel Gergő Zalánki |
| Trainer       | Attila Bíró | Tamás Märcz |
| Gruppenphase  | ROC (10:10) Vereinigte Staaten (10:9) Japan (17:13) China (9:11) | Griechenland (9:10) Japan (16:11) Südafrika (23:1) Vereinigte Staaten (11:8) Italien (5:5)                                                                                               |
| Viertelfinale | Niederlande (14:11) | Kroatien (15:11) |
| Halbfinale    | Spanien (6:8) | Griechenland (6:9) |
| Finale        | ROC (11:9) | Spanien (9:5) |
| Platzierung   | Bronze | Bronze |